# Burton Albion Football Club
Il Burton Albion Football Club è una società calcistica inglese di Burton upon Trent (East Staffordshire).
Disputa gli incontri interni al Pirelli Stadium e milita in Football League One, la terza divisione del calcio inglese.

## Storia
Il Burton Albion F.C. venne fondato nel 1950, anno in cui aderì alla Birmingham & District League. Il club fu soprannominato The Brewers ("i birrai"), poiché la birra rappresenta una delle principali industrie dell'area. Nel 1958 il Burton apre ufficialmente il primo vero e proprio stadio della sua storia, Eton Park, nel quale il club giocherà fino al 2005.
Il Burton militò in diversi campionati calcistici tra cui spicca la Northern Premier League, vinta nel 2002. Nel 2005 viene smantellato Eton Park per fare spazio al nuovo stadio costato circa 7,2 milioni di sterline. Tale stadio fu costruito di fronte al defunto Eton Park e prese il nome di Pirelli Stadium, in quanto non molto distante dalle industrie Pirelli di Burton.
I Brewers, nella stagione 2008-09, si classificano primi nella Football Conference, risultato che permette loro di competere nella Football League Two dalla stagione successiva. Dalla stagione 2009-10 il Burton Albion è allenato dal canadese Paul Peschisolido. L'8 gennaio del 2011, per la prima volta nella sua storia, il Burton raggiunge il quarto turno di FA Cup, grazie a una vittoria per 2-1 in rimonta sul Middlesbrough. I due gol sono stati entrambi realizzati dall'attaccante Shaun Harrad.
Nel 2015 i Brewers ottengono la loro prima storica promozione in League One, vincendo il campionato. L'anno successivo, grazie al secondo posto, vengono nuovamente promossi di categoria, questa volta in Championship. Nella prima stagione della seconda divisione ottengono un'insperata salvezza solo all'ultima giornata, chiudendo al 20º posto in graduatoria, ma l'anno seguente l'ultima piazza in classifica li condanna alla retrocessione in Football League One. 
Nella stagione 2018-2019, dopo aver eliminato in successione Shrewsbury Town, Aston Villa, Burnley, Nottingham Forest e Middlesbrough, il club raggiunge per la prima volta nella sua storia la semifinale di League Cup, dove affronta il Manchester City. Il divario tecnico tra le due compagini è notevole: la squadra di Pep Guardiola travolge il Burton Albion, imponendosi nettamente nella gara d'andata al City of Manchester Stadium con il punteggio di 9-0, per poi vincere anche la sfida di ritorno (1-0).

## Allenatori
In corsivo gli allenatori ad interim.
Aggiornata al 14 giugno 2024.
| Nome                    | Dal              | Al               | Risultati | Risultati | Risultati | Risultati | Risultati |
| Nome                    | Dal              | Al               | G         | V         | N         | P         | %         |
| ----------------------- | ---------------- | ---------------- | --------- | --------- | --------- | --------- | --------- |
| Sammy Crooks            | 1957             | 1957             |           |           |           |           |           |
| Jackie Stamps           | 1957             | 1959             |           |           |           |           |           |
| Bill Townsend           | 1959             | 1962             |           |           |           |           |           |
| Peter Taylor            | 1962             | 1965             |           |           |           |           |           |
| Alex Tait               | 1966             | 1968             |           |           |           |           |           |
| Ian King                | 1968             | 1969             |           |           |           |           |           |
| Richie Norman           | 1970             | 1973             |           |           |           |           |           |
| Ken Gutteridge          | 1973             | 1975             |           |           |           |           |           |
| Harold Bodle            | 1975             | 1976             |           |           |           |           |           |
| Mick Walker             | 1976             | 1977             |           |           |           |           |           |
| Phil Waller             | 1977             | 1978             |           |           |           |           |           |
| Ian Storey-Moore        | 1978             | 1981             |           |           |           |           |           |
| Neil Warnock            | 1981             | 1986             | 303       | 140       | 70        | 93        | 46,20%    |
| Brian Fidler            | 1986             | 1988             |           |           |           |           |           |
| Vic Halom               | 1988             | 1988             |           |           |           |           |           |
| Bobby Hope              | 1988             | 1988             |           |           |           |           |           |
| Chris Wright            | 1988             | 1989             |           |           |           |           |           |
| Ken Blair               | 1989             | 1990             |           |           |           |           |           |
| Frank Upton             | 1990             | 1990             |           |           |           |           |           |
| Steve Powell            | 1990             | 1991             |           |           |           |           |           |
| Brian Fidler            | 1991             | 1992             |           |           |           |           |           |
| Brian Kenning           | 1992             | 1994             |           |           |           |           |           |
| John Barton             | 1994             | settembre 1998   |           |           |           |           |           |
| Nigel Clough            | ottobre 1998     | 6 gennaio 2009   | 709       | 310       | 101       | 298       | 43,72%    |
| Roy McFarland           | 6 gennaio 2009   | 18 maggio 2009   | 22        | 9         | 3         | 10        | 40,91%    |
| Paul Peschisolido       | 18 maggio 2009   | 17 marzo 2012    | 102       | 33        | 26        | 43        | 32,35%    |
| Gary Rowett             | 17 marzo 2012    | 27 ottobre 2014  | 142       | 63        | 34        | 45        | 44,37%    |
| Jimmy Floyd Hasselbaink | 13 novembre 2014 | 4 dicembre 2015  | 54        | 33        | 11        | 10        | 61,11%    |
| Nigel Clough            | 7 dicembre 2015  | 18 maggio 2020   | 228       | 78        | 57        | 93        | 34,21%    |
| Jake Buxton             | 18 maggio 2020   | 29 dicembre 2020 | 21        | 2         | 7         | 12        | &9,52%    |
| Jimmy Floyd Hasselbaink | 2 gennaio 2021   | 5 settembre 2022 | 85        | 30        | 18        | 37        | 35,29%    |
| Dino Maamria            | 5 settembre 2022 | 9 dicembre 2023  | 46        | 19        | 11        | 16        | 41,30%    |
| Gary Mills              | 11 dicembre 2023 | 11 gennaio 2024  | 7         | 2         | 2         | 3         | 28,57%    |
| Martin Paterson         | 11 gennaio 2024  | presente         | 20        | 5         | 3         | 12        | 25,00%    |

## Rosa 2024-2025
Aggiornata al 17 dicembre 2024
| N. |                        | Ruolo | Calciatore          |
| -- | ---------------------- | ----- | ------------------- |
| 1  | Australia (bandiera)   | P     | Max Crocombe        |
| 2  | Inghilterra (bandiera) | D     | Udoka Godwin-Malife |
| 4  | Scozia (bandiera)      | C     | Elliot Watt         |
| 5  | Albania (bandiera)     | D     | Geraldo Bajrami     |
| 6  | Irlanda (bandiera)     | D     | Ryan Sweeney        |
| 7  | Lituania (bandiera)    | C     | Tomas Kalinauskas   |
| 8  | Inghilterra (bandiera) | C     | Charlie Webster     |
| 9  | Inghilterra (bandiera) | A     | Danilo Orsi         |
| 11 | Galles (bandiera)      | C     | Billy Bodin         |
| 12 | Inghilterra (bandiera) | D     | Jasper Moon         |
| 13 | Inghilterra (bandiera) | P     | Harry Isted         |
| 14 | Stati Uniti (bandiera) | D     | Nick Akoto          |
| 15 | Guyana (bandiera)      | D     | Terence Vancooten   |
| 16 | Svezia (bandiera)      | A     | Jack Cooper Love    |
| 17 | Scozia (bandiera)      | D     | Jack Armer          |
| 18 | Inghilterra (bandiera) | A     | Rumarn Burrell      |

| N. |                        | Ruolo | Calciatore      |
| -- | ---------------------- | ----- | --------------- |
| 19 | Inghilterra (bandiera) | D     | Dylan Williams  |
| 20 | Inghilterra (bandiera) | A     | Jason Sraha     |
| 21 | Scozia (bandiera)      | C     | Alex Bannon     |
| 22 | Svezia (bandiera)      | A     | Julian Larsson  |
| 23 | Costa Rica (bandiera)  | D     | Alejandro Bran  |
| 24 | Inghilterra (bandiera) | A     | Ronnie Stutter  |
| 25 | Irlanda (bandiera)     | C     | Ciaran Gilligan |
| 28 | Inghilterra (bandiera) | D     | Cameron Gilbert |
| 29 | Inghilterra (bandiera) | D     | Toby Oakes      |
| 32 | Inghilterra (bandiera) | C     | Mason Bennett   |
| 33 | Sudafrica (bandiera)   | C     | Kgaogelo Chauke |
| 34 | Inghilterra (bandiera) | D     | Ben Whitfield   |
| 35 | Polonia (bandiera)     | C     | Jakub Niemczyk  |
|    | Inghilterra (bandiera) | D     | Finn Delap      |
|    | Inghilterra (bandiera) | A     | Dylan Scott     |
|    | Polonia (bandiera)     | P     | Kamil Dudek     |

## Rosa 2023-2024
Aggiornata al 5 marzo 2024
| N. |                        | Ruolo | Calciatore       |
| -- | ---------------------- | ----- | ---------------- |
| 1  | Australia (bandiera)   | P     | Max Crocombe     |
| 2  | Inghilterra (bandiera) | D     | John Brayford    |
| 3  | Inghilterra (bandiera) | D     | Steve Seddon     |
| 4  | Inghilterra (bandiera) | D     | Adedeji Oshilaja |
| 5  | Inghilterra (bandiera) | D     | Sam Hughes       |
| 6  | Irlanda (bandiera)     | D     | Ryan Sweeney     |
| 7  | Inghilterra (bandiera) | C     | Joe Powell       |
| 8  | Inghilterra (bandiera) | C     | Rekeem Harper    |
| 11 | Inghilterra (bandiera) | C     | Mason Bennett    |
| 12 | Inghilterra (bandiera) | D     | Jasper Moon      |
| 15 | Inghilterra (bandiera) | A     | Kyle Hudlin      |
| 16 | Sudafrica (bandiera)   | C     | Kgaogelo Chauke  |
| 17 | Inghilterra (bandiera) | C     | Mark Helm        |
| 18 | Camerun (bandiera)     | A     | Bobby Kamwa      |

| N. |                         | Ruolo | Calciatore          |
| -- | ----------------------- | ----- | ------------------- |
| 20 | Inghilterra (bandiera)  | A     | Ademola Ola-Adebomi |
| 21 | Gambia (bandiera)       | C     | Mustapha Carayol    |
| 22 | Inghilterra (bandiera)  | D     | Jake Caprice        |
| 23 | Inghilterra (bandiera)  | D     | Tolaji Bola         |
| 24 | Inghilterra (bandiera)  | C     | Jonathan Leko       |
| 25 | Irlanda (bandiera)      | C     | Ciaran Gilligan     |
| 26 | Inghilterra (bandiera)  | D     | Finn Delap          |
| 30 | Inghilterra (bandiera)  | P     | Jamal Blackman      |
| 32 | Inghilterra (bandiera)  | A     | Antwoine Hackford   |
| 35 | Polonia (bandiera)      | C     | Jakub Niemczyk      |
| 37 | Inghilterra (bandiera)  | D     | Tom Hamer           |
| 44 | Inghilterra (bandiera)  | A     | Joe Hugill          |
| 46 | RD del Congo (bandiera) | D     | Toto Nsiala         |

## Rosa 2022-2023
Aggiornata al 5 ottobre 2022
| N. |                        | Ruolo | Calciatore                |
| -- | ---------------------- | ----- | ------------------------- |
| 1  | Inghilterra (bandiera) | P     | Ben Garratt               |
| 2  | Inghilterra (bandiera) | D     | John Brayford             |
| 3  | Inghilterra (bandiera) | D     | Cameron Borthwick-Jackson |
| 4  | Inghilterra (bandiera) | D     | Adedeji Oshilaja          |
| 5  | Inghilterra (bandiera) | D     | Sam Hughes                |
| 6  | Inghilterra (bandiera) | C     | Calum Butcher             |
| 7  | Inghilterra (bandiera) | C     | Joe Powell                |
| 9  | Inghilterra (bandiera) | A     | Sam Winnall               |
| 10 | Inghilterra (bandiera) | C     | Davis Keillor-Dunn        |
| 11 | Inghilterra (bandiera) | C     | Jonny Smith               |
| 12 | Inghilterra (bandiera) | C     | Tyler Onyango             |
| 14 | Nigeria (bandiera)     | A     | Victor Adeboyejo          |
| 15 | Irlanda (bandiera)     | D     | Corrie Ndaba              |
| 16 | Irlanda (bandiera)     | D     | Conor Shaughnessy         |

| N. |                        | Ruolo | Calciatore        |
| -- | ---------------------- | ----- | ----------------- |
| 17 | Galles (bandiera)      | C     | Elliot Thorpe     |
| 19 | Inghilterra (bandiera) | C     | Charlie Lakin     |
| 21 | Gambia (bandiera)      | C     | Mustapha Carayol  |
| 22 | Francia (bandiera)     | D     | William Kokolo    |
| 23 | Galles (bandiera)      | C     | Terry Taylor      |
| 24 | Finlandia (bandiera)   | P     | Viljami Sinisalo  |
| 25 | Inghilterra (bandiera) | C     | Ciaran Gilligan   |
| 28 | Inghilterra (bandiera) | P     | Daniel Moore      |
| 35 | Polonia (bandiera)     | C     | Jakub Niemczyk    |
| 37 | Inghilterra (bandiera) | D     | Tom Hamer         |
| 38 | Inghilterra (bandiera) | D     | Michael Mancienne |
| 39 | Camerun (bandiera)     | A     | Bobby Kamwa       |
|    | Inghilterra (bandiera) | A     | Louis Moult       |

## Rosa 2021-2022
Aggiornata al 9 maggio 2022
| N. |                        | Ruolo | Calciatore                |
| -- | ---------------------- | ----- | ------------------------- |
| 1  | Rep. Ceca (bandiera)   | P     | Matěj Kovář               |
| 2  | Inghilterra (bandiera) | D     | John Brayford             |
| 3  | Inghilterra (bandiera) | D     | Cameron Borthwick-Jackson |
| 4  | Inghilterra (bandiera) | D     | Adedeji Oshilaja          |
| 6  | Algeria (bandiera)     | C     | Adlène Guedioura          |
| 8  | Inghilterra (bandiera) | C     | Joe Powell                |
| 9  | Marocco (bandiera)     | A     | Gassan Ahadme             |
| 10 | Inghilterra (bandiera) | C     | Harry Chapman             |
| 11 | Inghilterra (bandiera) | C     | Jonny Smith               |
| 12 | Inghilterra (bandiera) | D     | Sam Hughes                |
| 15 | Inghilterra (bandiera) | A     | Christian Saydee          |
| 16 | Irlanda (bandiera)     | D     | Conor Shaughnessy         |
| 17 | Inghilterra (bandiera) | C     | Danny Rowe                |
| 18 | Inghilterra (bandiera) | D     | Frazer Blake-Tracy        |
| 20 | Inghilterra (bandiera) | P     | Callum Hawkins            |

| N. |                        | Ruolo | Calciatore                |
| -- | ---------------------- | ----- | ------------------------- |
| 21 | Inghilterra (bandiera) | A     | Daniel Jebbison           |
| 22 | Francia (bandiera)     | D     | William Kokolo            |
| 23 | Galles (bandiera)      | C     | Terry Taylor              |
| 24 | Inghilterra (bandiera) | P     | Ben Garratt               |
| 25 | Inghilterra (bandiera) | C     | Ciaran Gilligan           |
| 26 | Galles (bandiera)      | D     | Ryan Leak                 |
| 27 | Inghilterra (bandiera) | A     | Tom Hewlett               |
| 28 | Inghilterra (bandiera) | P     | Daniel Moore              |
| 29 | Inghilterra (bandiera) | D     | Jacob Maddox              |
| 31 | Inghilterra (bandiera) | A     | Louis Moult               |
| 37 | Inghilterra (bandiera) | D     | Tom Hamer                 |
| 38 | Inghilterra (bandiera) | D     | Michael Mancienne         |
| 40 | Inghilterra (bandiera) | C     | Charlie Lakin             |
|    | Senegal (bandiera)     | A     | Oumar Niasse              |
|    | Inghilterra (bandiera) | D     | Thierry Latty-Fairweather |

## Rosa 2020-2021
Aggiornata al 27 novembre 2020
| N. |                        | Ruolo | Calciatore       |
| -- | ---------------------- | ----- | ---------------- |
| 1  | Inghilterra (bandiera) | P     | Kieran O'Hara    |
| 2  | Inghilterra (bandiera) | D     | John Brayford    |
| 3  | Inghilterra (bandiera) | D     | Colin Daniel     |
| 4  | Australia (bandiera)   | C     | Ryan Edwards     |
| 5  | Inghilterra (bandiera) | D     | Jake Buxton      |
| 6  | Inghilterra (bandiera) | D     | Kieran Wallace   |
| 7  | Irlanda (bandiera)     | C     | Stephen Quinn    |
| 8  | Inghilterra (bandiera) | C     | Joe Powell       |
| 9  | Inghilterra (bandiera) | A     | Kane Hemmings    |
| 10 | Grenada (bandiera)     | C     | Lucas Akins      |
| 11 | Scozia (bandiera)      | C     | Steven Lawless   |
| 12 | Inghilterra (bandiera) | C     | Ben Fox          |
| 14 | Inghilterra (bandiera) | C     | Luke Varney      |
| 15 | Inghilterra (bandiera) | D     | Reece Hutchinson |
| 16 | Stati Uniti (bandiera) | C     | Indiana Vassilev |
| 17 | Cipro (bandiera)       | A     | Jack Roles       |

| N. |                        | Ruolo | Calciatore         |
| -- | ---------------------- | ----- | ------------------ |
| 18 | Inghilterra (bandiera) | D     | Charles Vernam     |
| 19 | Scozia (bandiera)      | D     | Jevan Anderson     |
| 20 | Inghilterra (bandiera) | P     | Callum Hawkins     |
| 21 | Irlanda (bandiera)     | C     | John-Joe O'Toole   |
| 22 | Scozia (bandiera)      | D     | Owen Gallacher     |
| 23 | Galles (bandiera)      | D     | Neal Eardley       |
| 24 | Inghilterra (bandiera) | P     | Ben Garratt        |
| 25 | Inghilterra (bandiera) | C     | Ciaran Gilligan    |
| 27 | Inghilterra (bandiera) | A     | Tom Hewlett        |
| 28 | Inghilterra (bandiera) | P     | Teddy Sharman-Lowe |
| 35 | Polonia (bandiera)     | C     | Jakub Niemczyk     |
| 37 | Inghilterra (bandiera) | D     | Sam Hughes         |
| 38 | Inghilterra (bandiera) | A     | Niall Ennis        |
|    | Inghilterra (bandiera) | D     | Michael Bostwick   |
|    | Inghilterra (bandiera) | D     | Ben Hart           |

## Rosa 2019-2020
Aggiornata al 7 novembre 2019
| N. |                        | Ruolo | Calciatore       |
| -- | ---------------------- | ----- | ---------------- |
| 1  | Inghilterra (bandiera) | P     | Kieran O'Hara    |
| 2  | Inghilterra (bandiera) | D     | John Brayford    |
| 3  | Inghilterra (bandiera) | D     | Colin Daniel     |
| 4  | Australia (bandiera)   | C     | Ryan Edwards     |
| 5  | Inghilterra (bandiera) | D     | Jake Buxton      |
| 6  | Inghilterra (bandiera) | D     | Kieran Wallace   |
| 7  | Irlanda (bandiera)     | C     | Stephen Quinn    |
| 8  | Scozia (bandiera)      | C     | Scott Fraser     |
| 9  | Galles (bandiera)      | A     | Nathan Broadhead |
| 10 | Inghilterra (bandiera) | A     | Lucas Akins      |
| 11 | Scozia (bandiera)      | C     | David Templeton  |
| 12 | Inghilterra (bandiera) | C     | Ben Fox          |
| 13 | Inghilterra (bandiera) | P     | Stephen Bywater  |
| 14 | Inghilterra (bandiera) | C     | Joe Sbarra       |
| 15 | Inghilterra (bandiera) | D     | Reece Hutchinson |

| N. |                             | Ruolo | Calciatore        |
| -- | --------------------------- | ----- | ----------------- |
| 16 | Irlanda (bandiera)          | D     | Conor Shaughnessy |
| 17 | Montenegro (bandiera)       | A     | Oliver Šarkić     |
| 18 | Inghilterra (bandiera)      | D     | Richard Nartey    |
| 19 | Scozia (bandiera)           | D     | Jevan Anderson    |
| 20 | Inghilterra (bandiera)      | P     | Callum Hawkins    |
| 21 | Irlanda (bandiera)          | C     | John-Joe O'Toole  |
| 22 | Inghilterra (bandiera)      | A     | Chris Beardsley   |
| 23 | Inghilterra (bandiera)      | C     | Lloyd Dyer        |
| 24 | Inghilterra (bandiera)      | P     | Ben Garratt       |
| 27 | Irlanda del Nord (bandiera) | A     | Liam Boyce        |
| 29 | Scozia (bandiera)           | A     | Jamie Murphy      |
| 30 | Scozia (bandiera)           | P     | Jack Livesey      |
|    | Inghilterra (bandiera)      | D     | Ben Hart          |
|    | Inghilterra (bandiera)      | C     | Ethan Vale        |

## Calciatori

### Vincitori di titoli
Campioni d'Oceania
- Max Crocombe (Figi e Vanuatu 2024)

## Palmarès

### Competizioni nazionali
- Campionato inglese di quarta divisione: 1

2014-2015
- Football Conference: 1

2008-2009
- Northern Premier League: 1

2001-2002
- Southern Football League Cup: 1

1996-1997

### Competizioni regionali
- Birmingham Senior Cup: 2

1953-1954, 1996-1997
- Staffordshire Senior Cup: 1

1955-1956

### Altri piazzamenti
- Coppa di Lega inglese:

Semifinalista: 2018-2019
- Football League One:

Secondo posto: 2015-2016
- Campionato inglese di quarta divisione:

Finalista play-off: 2013-2014
- Southern Football League:

Secondo posto: 1999-2000, 2000-2001
Terzo posto: 1994-1995, 1997-1998
- Northern Premier League:

Terzo posto: 1982-1983
- FA Trophy:

Finalista: 1986-1987
Semifinalista: 1974-1975, 2001-2002, 2004-2005
- Birmingham Senior Cup:

Finalista: 1969–1970, 1970–1971, 1986–1987, 2007–2008